# 한국 선사 시대 유적지
한국의 선사시대의 유적지는 석기 시대와 청동기 시대의 유적지를 일컫는다. 연대로 따지면, 기원전 약 50만 년 전부터 사람들이 한반도에 살기 시작한 것으로 보고 있으며, 우리 문화가 자생하게 된 것은 후기 구석기(약 2만여 년 전) 이후로 받아들여지고 있다. 이들이 남긴 흔적은 한반도의 여러 곳에서 찾아볼 수 있으며, 패총, 동굴의 벽에 그린 그림, 땅을 파고 살던 집(수혈 주거지), 고인돌, 원시적인 석기 및 토기 따위를 유적지에서 발굴되는 유물로 손꼽을 수 있다.

## 구석기 시대의 유적지
- 굴포리 유적
- 검은모루 유적
- 전곡리 유적
- 석장리 유적
- 천지연 바위그늘 유적
- 화순 대전 유적
- 전남 장흥 유적

## 중석기 시대의 유적지
- 빌레못 동굴
- 화순군 유적

## 신석기 시대의 유적지
- 고산리 자구내 유적
- 양양 오산리 유적
- 제주 한경 고산리 유적

## 같이 보기
- 대한민국의 유적 목록